# Фогт, Йозеф (офицер СС)
Йозеф Фогт (нем. Josef Vogt; 30 июля 1897, Меттман, Германская империя — 18 августа 1947, Любляна, Югославия) — штурмбаннфюрер СС, командир полиции безопасности и СД в Мариборе и сотрудник Главного управления имперской безопасности.

## Биография
Йозеф Фогт родился 30 июля 1897 года в Меттмане. После окончания школы изучал народное хозяйство. Впоследствии работал в качестве банковского служащего. 1 октября 1925 года поступил на службу в полицию Дюссельдорфа. С 1 февраля 1929 по 1933 года в качестве комиссара уголовной полиции работал в отделе по расследовании убийств в Рурской области. В мае 1933 года вступил в НСДАП (билет № 2210909) и 15 июля 1933 года был принят в гестапо. В 1934 году вернулся в Дюссельдорф, где служил в отделении гестапо. В конце 1936 года был переведён в отделение гестапо в Кёзлин. 1 июля 1938 года был переведён в главное ведомство гестапо в Берлине, где работал в качестве консультанта для «фактической оценки всех проявлений коммунизма». 1 августа 1939 года был зачислен в ряды СС (№ 337817) и стал членом СД.
С 1940 по 1 июля 1942 года был начальником отдела IV A l (коммунизм, марксизм, нелегальная пропаганда) в Главном управлении имперской безопасности (РСХА). В июле 1942 года стал командиром полиции безопасности и СД в Мариборе и Бледе в Югославии. На этой должности непосредственно был ответственным за ведение антипартизанской борьбы, в результате которой многие словенцы были убиты солдатами вермахта, эсэсовцами и членами полицейских батальонов. Кроме того, участвовал в вывозе из страны словенских детей. 
7 июня 1945 года попал в плен. 15 марта 1947 года из-за его преступлений союзники передали его югославскому правительству. Вместе с гауляйтером Фридрихом Райнером и генералом Людвигом Кюблером ему было предъявлено обвинение югославским военным трибуналом. Фогт стал главным свидетелем обвинения и признал себя виновным по всем пунктам обвинения. Во время процесса признал свою ответственности за аресты, расстрелы гражданского населения и сожжения деревень, переселения семей расстрелянных и депортации словенцев в концлагеря. 19 июля 1947 года был приговорён к смертной казни через повешение и после отклонения прощения о помиловании повешен 18 августа 1947 года.